# Апостольский викариат Пномпеня
Апостольский викариат Пномпеня (лат. Apostolicus Vicariatus de Phnom-Penh) — административная территориальная единица Римско-Католической Церкви, приравненная к епархии, находящаяся в Пномпене, Камбоджа. В Апостольский викариат Пномпеня входит южная часть Камбоджи, охватывающая столицу Пномпень, провинции Каеп, Сиануквиль, Кандаль, Такео, Кампот, Кампонгспы, Кахконг.

## История
30 августа 1850 года Святым Престолом учредил апостольский викариат Камбоджи. С 1860 года он объединял территорию нынешней Камбоджи и южного Вьетнама. В 1924 году апостольский викариат Камбоджи был переименован в апостольский викариат Пномпеня.
20 сентября 1950 года апостольский викариат Пномпеня передал часть своей территории для возведения нового апостольского викариата Катхо (сегодня — Епархия Катхо).
С 20 сентября 1955 года Апостольский викариат Пномпеня распространял свою юрисдикцию на всю Камбоджу. В 1968 году апостольский викариат Пномпеня был разделен на три части: собственно апостольский викариат Пномпеня (южная часть страны), Апостольская префектура Баттамбанга (Северо-Запад страны) и Апостольская префектура Кампонгтяма (Северо-Восток страны).
Во время правления «красных кхмеров» в Камбодже деятельность религиозных организаций была полностью запрещена. Представители Римско-Католической Церкви подвергались гонениям. Многие верующие, большинство из которых были вьетнамцами, были казнены либо изгнаны из страны. Большинство католических храмов были разрушены. Численность католиков в Апостольском викариате Пномпеня сократилась на треть, с тридцати тысяч до десяти тысяч.
В 1990 году новая Конституция Камбоджи разрешила свободное исповедание религиозной жизни. 24 декабря 2009 года французский священник Оливье Шмиттхойслер (Olivier Schmitthaeusler) был назначен Святым Престолом апостольским администратором апостольского викариата Пномпеня и рукоположен в титулярного епископа Катабум Кастра.

## Ординарии апостольского викариата
- Jean-Claude Miche M.E.P.[1] (1850—1869);
- Marie-Laurent-François-Xavier Cordier M.E.P.(18.06.1882 — 14.08.1895);
- Jean-Baptiste Grosgeorge M.E.P. (28.01.1896 — 1.03.1902);
- Jean-Claude Bouchut M.E.P. (23.07.1902 — 17.12.1928);
- Valentin Herrgott M.E.P. (17.12.1928 — 23.03.1936);
- Jean-Baptiste-Maximilien Chabalier M.E.P. (2.12.1937 — 11.06.1955);
- Gustave-André-Ferdinand Raballand M.E.P. (29.02.1956 — апрель 1962);
- Ив Рамус M.E.P. (12.11.1962 — 1976);
- Иосиф Чма Салас (30.04.1976 — сентябрь 1977) — убит красными кхмерами;
- Ив Рамус M.E.P. (1992 — 14.04.2001);
- Emile Destombes, M.E.P. (14.04.2001 — 24.12.2009);
- епископ Оливье Шмиттхойслер — (с 24.12.2009 по настоящее время) — апостольский администратор Апостольского викариата Пномпеня.